# Die amerikanische Mafia
Die amerikanische Mafia (Originaltitel: Inside the American Mob) ist eine US-amerikanische Krimi-Dokureihe aus dem Jahr 2013 für National Geographic Channel über die der amerikanischen „Cosa Nostra“.

## Inhalt
Die Dokureihe liefert einen Einblick in die Strukturen und Machenschaften der amerikanischen „Cosa Nostra“. Aufgewertet wird die Dokureihe durch hochwertige Archivbilder und Interviews mit Insidern und Ermittlern aus dem Umfeld der Gangster und Fahnder.

## Episodenliste
| Nr. (ges.) | Nr. (St.) | Deutscher Titel             | Originaltitel             | Erstveröffentlichung USA | Deutschsprachige Erstveröffentlichung (D/A/CH) |
| ---------- | --------- | --------------------------- | ------------------------- | ------------------------ | ---------------------------------------------- |
| 1          | 1         | Am Leben bleiben            | Stayin’ Alive In The ’70s | 28. Juli 2013            | 6. Dez. 2018                                   |
| 2          | 2         | Operation Donnie Brasco     | Operation Donnie Brasco   | 28. Juli 2013            | 13. Dez. 2018                                  |
| 3          | 3         | New York vs. Philadelphia   | New York-Philly War       | 4. Aug. 2013             | 20. Dez. 2018                                  |
| 4          | 4         | Überführung der Mafia       | Taking Down The Mob       | 11. Aug. 2013            | 27. Dez. 2018                                  |
| 5          | 5         | Aufstieg und Fall von Gotti | Rise & Fall Of Gotti      | 18. Aug. 2013            | 3. Jan. 2019                                   |
| 6          | 6         | Endspiel                    | End Game                  | 25. Aug. 2013            | 10. Jan. 2019                                  |

## Liste der Interviewpartner
- Salvatore „Crazy Sal“ Polisi – Ehem. Assoziierter der Colombo-Familie und der Gambino-Familie
- Michael Franzese – Ehem. Capo der Colombo-Familie
- Selwyn Raab – Journalist und Buchautor
- Michael Chertoff – Ehem. Bundesstaatsanwalt für den Distrikt New Jersey
- Rudy Giuliani – Ehem. Bundesstaatsanwalt für den südlichen Distrikt von New York
- Edward A. McDonald – Ehem. Bezirksstaatsanwaltschaft in Manhattan
- Roy Lindley DeVecchio – Ehem. Spezialagent des FBI
- James „Jim“ Kallstrom – Ehem. Spezialagent des FBI
- Mitra Hormozi – Ehem. stellv. Stabschefin des Attorney General im Bundesstaat New York
- Joseph Coffey – Ehem. Detective des NYPD
- Louis Pichini – Ehem. US-Bundesanwalt, Philadelphia
- Joseph Pistone – Ehem. verdeckter Ermittler des FBI innerhalb der Bonanno-Familie
- Steve Salmieri – Ehem. verdeckter Ermittler des FBI
- Salvatore „Fat Sal“ Mangiavillano – Ehem. Assoziierter der Gambino-Familie
- Jim Walden – US-amerikanischer Rechtsanwalt
- James „Jim“ Kossler – Ehem. Spezialagent des FBI
- Phil Leonetti – Ehem. Underboss der Philadelphia–South Jersey Mafia
- George Anastasia – Journalist und Buchautor
- G. Robert Blakey – Rechtsanwalt und Professor für Rechtswissenschaften
- James „Jimmy Gap“ Calandra – Ehem. Assoziierter der Bonanno-Familie und Mitglied der „Bath Avenue Crew“
- Ronald Goldstock – Ehem. Leiter der Organized Crime Task Force, New York
- Bruce Mouw – Ehem. Supervisor des FBI
- Joseph A. Ponzi – Ehem. Chefermittler der Staatsanwaltschaft des Kings County
- George Stamatopoulos – Prozessanwalt
- Thomas Dades – Buchautor und ehem. Detective des NYPD
- Kevin Barrows – Ehem. Spezialagent des FBI

## Hintergrund
Die unter der Regie von Ryan Miller von Left/Right LLC produzierte Dokureihe wurde in den Vereinigten Staaten ab dem 28. Juli 2013 auf National Geographic Channel ausgestrahlt und erschien in Deutschland ab dem 6. Dezember 2018 ebenfalls auf National Geographic Channel.